# Diari Maresme
Diari Maresme és un diari digital comarcal de l'àmbit del Maresme i en català, creat l'octubre de 2006. Es publica sota llicència Creative Commons, i tots els lectors s'hi poden subscriure gratuïtament. El diari, produït per Lladó Comunicació, és membre de l'àrea digital de l'Associació Catalana de la Premsa Gratuïta i des del mes de juny de 2009 el dirigeix el periodista Ramon Texidó. El març de 2011 va esdevenir la versió en línia de Línia Maresme, el nou periòdic setmanal llançat pel Grup Comunicació 21. El desembre de 2010 va ser mencionat a mitjans com l'ABC, TV3 i el portal 324.cat després d'haver publicat una innocentada relativa a Belén Esteban.
L'any 2011 havia publicat 9.000 notícies pròpies gràcies a una xarxa de més de 60 col·laboradors, amb prop d'un milió de pàgines vistes. Els anys 2008 i 2009, coincidint amb la celebració del seu segon i tercer aniversari, Diari Maresme va organitzar els Premis Blocs Maresme, uns guardons atorgats als millors blocs de la comarca a través de les votacions dels lectors del diari digital.